# Ángel Orensanz Zabal
Ángel Orensanz Zabal (Larués, Osca, 1940 o 1941) és un escultor aragonès.

## Biografia
Es va traslladar a Barcelona el 1954 on va començar els seus estudis a l'Escola la Llotja, després dels quals va ingressar en l'Escola Superior de Belles Arts de Sant Jordi. Va realitzar una presentació de les seves obres sobre l'òpera L'Atlàntida al Gran Teatre del Liceu a la capital catalana. Després de passar una època a París, rep l'any 1967 el primer premi a la IV Biennal d'Art de Saragossa per la seva obra Dinosaurio. Es va traslladar a Bèlgica i a Londres i finalment es va establir a Nova York a mitjans dels vuitanta, on va crear la fundació que porta el seu nom en una antiga sinagoga del Lower East Side.

## Obra
La seva obra la realitza en materials diversos com ara el formigó, bronze, vidres, esmalts, ferro i d'altres, passant de l'expressionisme figuratiu a l'abstracteabstracte geomètric amb muntatges de environments d'escultures dretes antropomòrfiques, com a cilindres totèmics de colors vius entre els quals destaquen el vermell, el negre, el blau i el blanc.
Va ser guardonat el 2002 a Espanya amb la Medalla d'Or de l'Acadèmia de Belles Arts. I el 2003 a La Biennal d'Art Contemporani de Florència amb el premi Lorenzo il Magnifico, La seva participació en el festival artístic Documenta a Alemanya durant l'any 2007 ho va realitzar amb la intervenció d'una obra realitzada amb lones multicolors col·locades a diversos punts de la ciutat, segons el mateix artista: «Són un codi d'alarma imminent. Tampoc tenen una presència permanent, sinó transitòria.»
Orensanz és membre de la Societat d'Arts, Ciències i Lletres de París, de l'Accademia Internazionale d'Art de Roma, la de belles Artes de San Luis de Saragossa, de Santa Isabel de Hungría de Sevilla, de San Fernando de Madrid i membre honorari de l'Acadèmia Russa de les Arts.
El Museu Ángel Orensanz y Artes de Serrablo de Sabiñánigo compta a més a més de la col·lecció etnològica amb diverses obres de l'escultor.